# Reserva natural silvestre Isla de los Estados y Archipiélago de Año Nuevo
La reserva natural silvestre Isla de los Estados y Archipiélago de Año Nuevo es un área natural protegida ubicada en la provincia de Tierra del Fuego, Antártida e Islas del Atlántico Sur, Argentina, que comprende el archipiélago de la isla de los Estados, al este de la isla Grande de Tierra del Fuego y frente a la península Mitre. Su superficie es de 52 736 ha.

## Declaración como reserva provincial
El artículo 54 inc. 7 de la constitución de la provincia de Tierra del Fuego, Antártida e Islas del Atlántico Sur (sancionada el 17 de mayo de 1991) establece:

(...) Declárase a la Isla de los Estados, Isla de Año Nuevo e islotes adyacentes, patrimonio intangible y permanente de todos los fueguinos, "Reserva Provincial Ecológica, Histórica y Turística".

Todo el archipiélago fue adquirido por el Estado nacional por ley n.º 8940 de 27 de septiembre de 1912 y reservado para uso de la Armada Argentina por decreto n.º 78029 de 10 de marzo de 1936. Razón por la cual la declaración de reserva provincial no pudo ser llevada a efectos prácticos en el terreno. La recategorización de la reserva a las categorías de manejo del Sistema Provincial de Áreas Naturales Protegidas (S.P.A.N.P.) establecido por la ley provincial n.º 272 sancionada el 14 de diciembre de 1995 (y promulgada el 9 de enero de 1996), fue expresamente prohibido por el artículo 107 de la ley.
La Secretaría de Desarrollo Sustentable y Ambiente de Tierra del Fuego, Antártida e Islas del Atlántico Sur por resolución 536/2008 creó la Comisión Asesora de la Reserva Provincial Isla de los Estados, integrada por el Gobierno fueguino, la Armada Argentina, el Centro Austral de Investigaciones Científicas, la Administración de Parques Nacionales y la Prefectura Naval Argentina.
El 21 de abril de 2014, la senadora nacional por Tierra del Fuego, Antártida e Islas del Atlántico Sur Rosana Bertone, presentó un proyecto de declaración (n.° de Expediente 1039/14) para incorporar la isla de los Estados y la estancia Remolino como reserva natural militar, en el marco suscripto entre el Ministerio de Defensa y la Administración de Parques Nacionales.
En 2015 se habilitaron por primera vez los viajes turísticos a la isla de los Estados y la gobernadora Fabiana Ríos dispuso mediante decreto n.º 584/2015 el límite de 300 visitantes por año a la reserva.

## Creación de la reserva natural silvestre
La categoría reserva natural silvestre bajo jurisdicción de la Administración de Parques Nacionales fue creada por decreto n.º 453/1994 de 24 de marzo de 1994 para preservar:

(...) aquellas áreas de extensión considerable que conserven inalterada o muy poco modificada la cualidad silvestre de su ambiente natural y cuya contribución a la conservación de la diversidad biológica sea particularmente significativa en virtud de contener representaciones válidas de uno o más ecosistemas, poblaciones animales o vegetales valiosas a dicho fin, a las cuales se les otorgue especial protección para preservar la mencionada condición.

El 9 de agosto de 2016 el presidente Mauricio Macri dictó el decreto n.º 929/2016 expresando:

ARTÍCULO 1° — Créase la RESERVA NATURAL SILVESTRE ISLA DE LOS ESTADOS Y ARCHIPIÉLAGO DE AÑO NUEVO, sobre el territorio conformado por la ISLA DE LOS ESTADOS, la ISLA OBSERVATORIO, el ISLOTE ELIZALDE, la ISLA ZEBALLOS, la ISLA GOFFRÉ, el ISLOTE GUTIÉRREZ e islotes adyacentes, bajo el régimen previsto en el Decreto N° 453/94, conforme surge detallado en el Anexo (IF-2016-00310619-APN-SSCA#MAD) que forma parte del presente.

En el artículo 2 se creó una Comisión Mixta para la administración conjunta de la reserva, integrada por 2 miembros titulares y 2 suplentes de la Armada Argentina y otros tantos de la Administración de Parques Nacionales. En el artículo 3 se invitó a la provincia de Tierra del Fuego, Antártida e Islas del Atlántico Sur a designar igual número de representantes para integrar la comisión.
El 11 de octubre de 2017 en la base naval Almirante Berisso de Ushuaia se llevó a cabo la primera capacitación a la dotación de guardias de la Armada Argentina que cumplirá funciones en la reserva durante cuarenta días.

## Características
Comprende la isla de los Estados, el archipiélago de Año Nuevo -donde se encuentra la isla Observatorio- e islotes adyacentes. Tiene una superficie de 50 736 ha. El archipiélago es una prolongación de los Andes fueguinos, por lo que su relieve es muy montañoso. El clima es bastante húmedo, con precipitaciones anuales de 2000 mm y vientos del NO y SO constantes. Sus costas son irregulares, con fiordos, caletas y bahías.
La vegetación predominante es el bosque, con especies de guindos y canelos, y un sotobosque conformado por helechos, líquenes y musgos. También hay presencia de turbales y pastizales costeros de pasto tussok.
Las únicas actividades humanas permitidas en la reserva según un decreto provincial de 1998, son las del destacamento de la Armada Argentina en Puerto Parry, un puesto naval de control y vigilancia en isla Observatorio, la investigación científica y el desarrollo de visitas turísticas autorizadas y controladas.

## Fauna
Como en toda la costa patagónica, en la reserva las aguas son habitadas por colchones de macroalgas donde viven y se reproducen crustáceos, moluscos, peces y mamíferos marinos. Hay grandes colonias de pingüino de penacho amarillo, que representan el 26% de la población mundial de esta especie vulnerable y de pingüino de Magallanes. Hay colonias de petrel gigante del sur -especie vulnerable- y de cormorán de cuello negro. Otras especies que se encuentran en la zona son el carancho austral, la remolinera antártica y el cauquén costero.
Los mamíferos marinos que habitan el área son el lobo marino de dos pelos, el elefante marino del sur y el lobo marino de un pelo. Junto a las que se encuentran en las islas Malvinas, las loberías de lobo marino de dos pelos son las más importantes de la Argentina. Es hábitat del huillín y el chungungo, también llamados «gato de río», dos especies de nutrias en peligro de extinción.
Hay un único mamífero terrestre nativo y exclusivo de la zona, el ratón de los guindales; los demás son especies introducidas: la cabra, el ciervo colorado, el conejo europeo y las ratas negra y parda.

## Valores culturales e históricos
Existen zonas de importancia arqueológica en las bahías Crossley y Flinders, con vestigios de presencia humana prehistórica. 
En 1884 el comodoro de Marina Augusto Lasserre, comandante de la División Expedicionaria al Sur de la Armada Argentina, estableció la subprefectura en puerto San Juan de Salvamento, inauguró el segundo faro de Argentina, conocido como el Faro del Fin del Mundo, y una colonia penal que en 1889 se trasladó a Puerto Cook y funcionó allí hasta 1902 cuando fue erigido el penal en Ushuaia.